# 焼鮒駅
焼鮒駅（やきふなえき）は、かつて新潟県西蒲原郡黒埼町大字山田（現新潟市西区山田）にあった新潟交通電車線の駅。

## 構造
地上駅。平日午前のみ業務を行う簡易委託駅であった。相対式ホーム2面2線を有し、両ホームが構内踏切によって連絡していた。駅舎には出札窓口のほか、自動販売機、トイレ（汲取式）などが設けられていたほか、月潟方面行きのホームに秤が置かれていた。
駅舎のすぐ南側を、上越新幹線の高架橋が東西に横断している。東関屋方の線路がカーブしているのは、1964年（昭和39年）の新潟地震によって、曲げられたものである。

## 駅名の由来
「越後七不思議」の一つに数えられる「焼鮒伝説」にちなむ。

## 駅周辺
- 黒埼町立山田小学校（現新潟市立山田小学校）
当駅跡北側に所在する。校地が電車線を挟んで東西に分断されており、東側の校舎と西側のグラウンドが地下通路によって連絡していた。廃線後、線路跡はグラウンドの一部となり、直接移動が可能になった[3]。

## 歴史
- 1933年（昭和8年）4月1日 - 鉄道線東関屋駅 - 白根駅間開業と同時に新潟電鉄の駅として開業。
- 1943年（昭和18年）12月31日 - 新潟交通の発足により同社の駅となる。
- 1946年（昭和21年）12月 - 交換可能駅になる[4]。
- 1961年（昭和36年）9月1日 - 請負人配置駅になる[4]。
- 1965年（昭和40年）1月1日 - 貨物廃止[4]。
- 1999年（平成11年）4月5日 - 新潟交通電車線東関屋 - 月潟間廃線により廃駅となる。

## 駅跡
駅施設は全て撤去され、駅の跡地の一部は住宅地となり、線路跡は自転車歩行者専用道路として整備されている。
| 焼鮒駅の跡地。ときめき駅側を望む。（2007年9月23日） |  | 施設が撤去され、駐車場となった駅跡地。ときめき駅側を望む。（2011年9月15日） |  | 自転車歩行者専用道路として整備された駅跡地。ときめき駅側を望む。（2017年4月2日） |
| 焼鮒駅の跡地。ときめき駅側を望む。（2007年9月23日） |  | 施設が撤去され、駐車場となった駅跡地。ときめき駅側を望む。（2011年9月15日） |  | 自転車歩行者専用道路として整備された駅跡地。ときめき駅側を望む。（2017年4月2日） |

## 隣の駅
新潟交通
電車線（廃線）
ときめき駅 - 焼鮒駅 - 越後大野駅